# Casey Crosby
Pour les articles homonymes, voir Crosby.
Casey Crosby (né le 17 septembre 1988 à Maple Park, Illinois, États-Unis) est un lanceur gaucher des Ligues majeures de baseball.

## Carrière
Casey Crosby est un choix de cinquième ronde des Tigers de Detroit en 2007. Il fait ses débuts dans le baseball majeur comme lanceur partant des Tigers le 1er juin 2012 face aux Yankees de New York. Il effectue 3 départs en 2012 pour Détroit, perd le premier, remporte le second sur les Indians de Cleveland, et ne reçoit pas de décision dans le 3e. En 12 manches et un tiers, sa moyenne de points mérités s'élève à 9,49.